# MELiSSA
MELiSSA（メリッサ）は、BLUE ROSE所属の5人組ガールズロックユニット。

## 概要
MELiSSAはアイドルカレッジの派生ユニットのひとつとして、2019年4月4日に発表された。ガールズロックユニットで、グループ名はギリシャ語で“蜜蜂”。MELiSSAのファンのことを“働き蜂”と呼ぶ。ファーストシングル「MELiSSA/DEAD HEAT DRiVE」に収録されている3曲全てをSCRAMBLESが楽曲制作している。2022年8月11日に現体制での活動を終了した。

## 来歴
- 2019年 
  - 2月12日　『アイドルカレッジ10th anniversary〜EVOLUTION THE LIVE〜』にて、Team I、Team D、Team C、Up's COLLEGE 2nd GENERATIONからなる4チーム体制の再編が発表される。[3]
  - 4月4日 アイドルカレッジ派生ユニットHOP-PASとMELiSSAの概要とメンバーが発表される。[1]
  - 4月14日 MELiSSAとして初めての活動がタワーレコード名古屋近鉄パッセ店 屋上イベントスペースにて行われる。[4]
  - 4月29日　『アイドルカレッジ東名阪ツアー2019☆アイカレライナー～1秒足りとも止まれま10!!!～ 東京公演』で、ファーストシングルの表題曲MELiSSAを初披露。[5]
  - 6月15日 池袋ニコニコ本社でのリリースイベントで、ファーストシングル2つ目の表題曲DEAD HEAT DRiVEを初披露。[6]
  - 6月29日 渋谷eggmanでのFIFTY-FIFTY Morningで、ファーストシングルのカップリング曲センチメンタルデイズを初披露。[7]
  - 7月2日　ファーストシングル「MELiSSA/DEAD HEAT DRiVE」を発売。
7/1付 オリコンデイリーチャート3位。[8]
7/15付 オリコンウイークリーチャート10位。[9]
  - 7月14日 HMVエソラ池袋店で行われた1stシングル「MELiSSA / DEAD HEAT DRiVE」のラストリリースイベントで、1stワンマンライブを11月9日に東京・中野heavy sick ZEROで開催することを発表。[10]
  - 9月14日 TOKYO CALLING 2019（会場Zirco Tokyo）で、新曲「planet dance」と「Imitation Warriors」の2曲を発表。[11]そのうちの1曲「planet dance」の振り付けはHANAMiが担当した。[12]
  - 10月29日 アルティメットハロウィン 2019（会場新宿BLAZE）で、新曲「しんかいパール」を発表。HANAMiが作詞と振り付けを担当した。[13][14]
  - 11月2日 SoundCloudで、新曲「Berserker」を先行視聴開始。[15]
  - 11月7日 SoundCloudで、新曲「DREAMERS.」、「DiSEASE」を先行視聴開始。[16]
  - 11月8日 SoundCloudで、1stワンマンに向けてMELiSSAの全9曲の音源公開。[17][18]
  - 11月9日 東京・中野heavy sick ZEROで1stワンマンライブ 「God save the MELiSSA」を開催。PARUが製作した新衣装をお披露目。2020年2月24日に MELiSSA 2ndワンマンライブをshibuya CYCLONEで開催することを発表。[19]
  - 11月14日 アイドルカレッジ ソフマップ定期公演「MASQUERADEリリースイベント」で、AYUが2020年春にMELiSSAを脱退することを発表。[20]

- 2020年
  - 1月5日 東京・shibuya CYCLONEでMELiSSA主催スリーマンライブ「DHD vol.1」を開催。出演はMELiSSA、AIBECK、 LEIWAN[21]
  - 1月11日 東京・shibuya CYCLONEでMELiSSA主催スリーマンライブ「DHD vol.2」を開催。出演はMELiSSA、buGG、NEMURIORCA[22]
  - 2月24日 東京・shibuya CYCLONEでMELiSSA主催フォーマンライブ「DHD vol.3」を開催。出演はMELiSSA、WILL-O'、Malcolm Mask McLaren、我儘ラキア[23]
  - 2月24日 東京・shibuya CYCLONEで2ndワンマンライブ「Don't be Afraid」を開催。新曲「UTPA」をお披露目。振り付けはアイドルカレッジの海老原優花が担当した。[24]6月23日に1stアルバム「GATHER WAY」のリリースと、新メンバーオーディションを開催することを発表した。[25]
  - 3月8日 東京・shibuya CYCLONEで行われた「 FIFTY-FIFTY LIVE SP～MELiSSA Final Five Resistance～」が、PARU、BAYASHi、AYU、MUTSUMi、HANAMiの5人による最後のライブ出演。この日でAYUがMELiSSAを脱退。[26][27][28]
  - 5月28日 生配信ライブで行われた「IDOL CONTENT EXPO ～ STAY HOME with 無観客LIVE Vol.1」で、AiNA、MiSAKi、YU-Kiの新メンバー3人の加入を発表。7人による新体制での初ライブ出演。1stアルバム「GATHER WAY」のリリース日程が8月18日に延期になることを発表。[29][30]
  - 7月2日 アイドルカレッジ ソフマップ無観客ライブで、PARUが2020年11月にMELiSSAを脱退することを発表。[31][32]
  - 7月29日 NACK5 ラジオのアナ〜ラジアナで、新曲「レクイエム」音源を初披露[33]
  - 8月1日 ファーストアルバム「GATHERWAY」の配信版を先行販売。新曲「レクイエム」のMVをYouTubeで公開。[34]
  - 8月9日 東京・shibuya CYCLONEで行われた「Next World Vol.9 MELiSSA公演」で、新曲「レクイエム」をライブ初披露[34][35]
  - 8月18日 ファーストアルバム「GATHERWAY」を発売。
8/17付 オリコンデイリーチャート <RED盤>が2位、<BLUE盤>が3位。[36]
8/31付 オリコンウイークリーチャート <RED盤>が28位、<BLUE盤>が29位。[37]
  - 8月30日 「@JAM ONLINE FESTIVAL 2020」Futureステージ(Future SEVEN)で、@JAM初出演[38][39]
  - 10月25日 愛知・栄R.A.Dで「2YOU MAGAZINE presents IF I FELL」1部、2部に出演。名古屋・近鉄パッセ　屋上イベントスペースで｢GATHERWAY｣リリースイベントが行われる。7人体制で最初で最後の名古屋遠征。[40][41]
  - 10月31日 東京・shibuya CYCLONEで行われた「Judgement Halloween 2020」が、PARU、BAYASHi、MUTSUMi、HANAMi、AiNA、MiSAKi、YU-Kiの7人による最後のライブ出演。この日でPARUがMELiSSAを脱退。[42][43]
  - 11月15日 東京・shibuya CYCLONEで行われた「Next World Vol.27」に出演。6人による新体制初ライブ。[44]

- 2021年
  - 2月7日 でらロックフェスティバル2021に初出演。出演会場 SPADE BOX[45]
  - 3月12日 We＝MUKASHIBANASHI、STRAY SHEEP CLAYMORE、MELiSSAの3組による東名阪スリーマンツアー「GO MY WAY」開催を発表。[46]HANAMiが3月末で脱退することを発表。[47]
  - 3月28日 東京・shibuya CYCLONEで行われた「Killer Tune SHIBUYA 2021 Vol.4」が、BAYASHi、MUTSUMi、HANAMi、AiNA、MiSAKi、YU-Kiの6人による最後のライブ出演。この日でHANAMiがMELiSSAを脱退。[47][48]
  - 4月10日 We=MUKASHIBANASHI×STRAY SHEEP CLAYMORE×MELiSSAスリーマンツアー テーマソング「GO MY WAY」を配信リリース。MELLiSSAからはAiNAとYU-Kiが参加。[49][50]ジャケットデザインの文字はMiSAKiが担当。[51]
  - 4月10日 大阪・心斎橋VARONにて行われた「Next World in OSAKA」に出演。5人による新体制初ライブ。[52]元メンバーのPARUが製作した新衣装をお披露目。[53][54]新曲「MELiSSAMELiSSA」を初お披露目[55]
  - 4月10日 We=MUKASHIBANASHI × STRAY SHEEP CLAYMORE × MELiSSA スリーマンツアー「GO MY WAY」in OSAKAを大阪・心斎橋VARONで開催。
  - 4月11日 We=MUKASHIBANASHI × STRAY SHEEP CLAYMORE × MELiSSA スリーマンツアー「GO MY WAY」in NAGOYAを愛知・RAD HALLで開催。
  - 4月24日 We=MUKASHIBANASHI × STRAY SHEEP CLAYMORE × MELiSSA スリーマンツアー「GO MY WAY」in TOKYOを東京・shibuya CYCLONEで開催。
  - 6月12日 mistFES2021に初出演。出演会場 Zion、RAD HALL[56][57]
  - 7月18日 ところざわサクラタウンジャパンパビリオンホールAで行われた「ZAWA Fes.2021」に出演。[58]イベントタイトルのロゴはMiSAKiが担当。[59]
  - 7月27日 TOKYO IDOL FASTIVAL 2021への出演を出演者第2弾として発表。[60]TIF初出演。[61]
  - 8月28日 神奈川・横浜アリーナで行われた@JAM EXPO 2020-2021に出演。[62]
  - 8月30日 YU-Kiが参加したTIF2021「歌うまいアイドル決定戦」でグランプリに決定。[63][64]
  - 10月1日 台風16号接近により、出演予定だったTOKYO IDOL FASTIVAL 2021が10月1日が開催中止。[65]
  - 10月1日 12月27日にMELiSSA 3rdワンマンライブをVeats SHIBUYAで開催することを発表。10月から3ヶ月連続配信リリースを発表。[66]
  - 10月3日 TIF2021「ミクチャスペシャルステージ TIFコスプレ&歌うまいアイドル」にYU-Kiが出演。原田夏樹(evening cinema)がアレンジした木綿のハンカチーフ/太田裕美を歌唱。[63][64]
  - 10月7日 3ヶ月連続配信リリースの第1弾「MELiSSAMELiSSA」をリリース。[67]
  - 11月11日 東京・shibuya CYCLONEでMELiSSA主催公演「乾坤一擲 Vol.1」を開催。出演はMELiSSA、カイジューバイミー、STRAY SHEEP CLAYMORE、POMÜM、Lil na Valley[68]
  - 11月27日 東京・shibuya CYCLONEで行われた「Killer Tune SHIBUYA 2021 Vol.17」にYU-Kiソロで出演。[69]MELiSSA加入以降、初のソロライブ出演。[70]
  - 11月29日 3ヶ月連続配信リリースの第2弾「LETTERS」をリリース。[71]
  - 11月29日 東京・GARRET UDAGAWAでMELiSSA主催公演「乾坤一擲 Vol.2」を開催。出演はMELiSSA、覚醒のアドット、NILKLY[72]
  - 12月13日 東京・GARRET UDAGAWAでMELiSSA主催公演「乾坤一擲 Vol.3」を開催。出演はMELiSSA、CHICKEN BLOW THE IDOL[73]
  - 12月20日 東京・GARRET UDAGAWAでMELiSSA主催公演「乾坤一擲 Vol.4」を開催。出演はMELiSSA、SHOCKiNG EGO、POPPiNG EMO、LYSM[74]
  - 12月27日 3ヶ月連続配信リリースの第3弾「Dances with Wolves」をリリース。[75]
  - 12月27日 東京・Veats SHIBUYAでMELiSSA主催公演「乾坤一擲 Vol.5」を開催。出演はMELiSSA、カイジューバイミー、覚醒のアドット、SHOCKiNG EGO、STRAY SHEEP CLAYMORE[76]
  - 12月27日 東京・Veats SHIBUYAでMELiSSA 3rd ONEMAN LIVE「With a lot of love」を開催。[77]

- 2022年
  - 1月14日 でらロックフェスティバル2022への2回目の出演を発表。出演会場 RAD HALLの予定[78]であったが、新型コロナウイルス感染症の影響で2月3日に出演辞退を発表。[79]
  - 2月2日 東京・大塚Hearts NEXTで行われた「GREATEST DiVA ~sing.3~」にYU-Kiがソロ出演。[80]GREATEST DIVA初出演。[81]
  - 2月24日 Killer Tune Tour 2022に出演することを発表。[82]
  - 3月5日 愛知・栄 R.A.Dで行われた「Killer Tune NAGOYA」に出演。[83]
  - 3月6日 東京・GARRET UDAGAWAで行われた「SONG FOR YOU! Vol.1」にMiSAKi、YU-Kiがソロ出演。[84]
  - 3月13日 京都・MOJOで行われた「Killer Tune KYOTO」に出演。[85]
  - 3月21日 東京・目黒鹿鳴館で行われた「Pepe FES vol.22」に出演。[86]Pepe FES初出演。[87]
  - 3月27日 北海道・Space Art Studioで行われた「Killer Tune SAPPORO」に出演。[88]
  - 4月10日 福岡・DRUM SONで行われた「Killer Tune FUKUOKA」に出演。[89]
  - 4月16日 京都・FANJで行われた「Killer Tune KYOTO」に出演。[90]
  - 4月17日 大阪・VARONで行われた「Killer Tune OSAKA」に出演。[91]
  - 6月11日、12日 mistFES2022に2回目の出演。出演会場 11日ライオンシアター、RAD HALL、12日X-HALL、ライオンカフェ[92][57]
  - 7月2日 東京・渋谷REXで行われたFinally主催「Finally1周年スペシャル対バン｢Performance 3マン｣ 」に出演。[93]FinallyのInnocent War、MELiSSAのセンチメンタルデイズをFinallyとコラボ披露。[94]
  - 7月2日 8月11日の単独公演をもってMELiSSA現体制を終了することを発表。また、7月16日に最後の主催イベントを開催することを発表。[95]
  - 7月10日 東京・shibuya CYCLONEで行われたSymdolick文瀬朱主催「BUN FES vol.1」に出演。[96]
  - 7月16日 東京・shibuya CYCLONE及びGARRET UDAGAWAでMELiSSA主催イベント「ODD FUTURE」を開催。出演はMELiSSA、ウイバナ、カイジューバイミー、GANGDEMIC、SHOCKiNG EGO、Symdolick、SW!CH、SUPER REPLiCA(出演辞退)、STRAY SHEEP CLAYMORE、スパンコールグッドタイムズ(出演辞退)、swaggg???、ちんたく、NAP(出演辞退)、はちみつBLACK、POPPiNG EMO、MAGICAL SPEC、未完成リップスパークル、yummyummy!!!、LOVEME、RALF(出演辞退)、REASONS、LYSM、レイドロイド、RED-i、われらがプワプワプーワプワ。[97][98]なお、新型コロナウイルス感染症の影響で出演辞退が出ている。[99][100]MELiSSAがちんたくと共演。[101]STRAY SHEEP CLAYMOREがMELiSSAMELiSSA[102]をウイバナがセンチメンタルデイズ[103][104][105]をカバーした。MELiSSA、ウイバナ、STRAY SHEEP CLAYMOREの3組による「GO MY WAY」を披露[106][107]
  - 8月4日 東京・Shinjuku HEISTで行われたハシバタカナリ pre.「"地下格闘GIG"」に出演。[108]MELiSSAMELiSSAを同楽曲作曲のハシバタカナリ[109]、編曲の田中竜夫[110]らとバンドコラボした。[111][112]
  - 8月11日 東京・shibuya CYCLONEで行われたLAST LIVE「THE LONG GOODBYE」で現体制の活動を終了。[113]

## メンバー
| 氏名                | 生年月日(年齢)        | 2020年5月28日発表 アーティスト写真の衣装カラー | 担当                   | 備考              |
| ------------------- | --------------------- | ---------------------------------------------- | ---------------------- | ----------------- |
| BAYASHi（若林春来） | 1995年4月5日（30歳）  | 紫                                             | 真面目担当             |                   |
| MUTSUMi（三好夢摘） | 1998年7月20日（27歳） | 黄                                             | こう見えて人見知り担当 |                   |
| AiNA                | 2001年5月23日（24歳） | オレンジ                                       | 時速120キロ担当        | 2020年5月28日加入 |
| MiSAKi              | 1999年6月18日（26歳） | 緑                                             | ピーマンの肉詰め担当   | 2020年5月28日加入 |
| YU-Ki               | 8月31日               | 水色                                           | スイミー担当           | 2020年5月28日加入 |

## 元メンバー
| 氏名               | 生年月日(年齢)        | 「MELiSSA/DEAD HEAT DRiVE」 ジャケットカラー | 担当                | 備考                          |
| ------------------ | --------------------- | -------------------------------------------- | ------------------- | ----------------------------- |
| AYU（鈴木あゆ）    | 2001年5月16日（24歳） | 赤                                           |                     | 2020年3月8日脱退              |
| PARU（佐藤春奈）   | 1995年4月17日（30歳） | 青                                           | ドSカウンセラー担当 | 元リーダー 2020年10月31日脱退 |
| HANAMi（川邊花実） | 2002年3月2日（23歳）  | 白(グレー)                                   | レジ打ち担当        | 2021年3月28日脱退             |

## 作品
FIFTY-FIFTY Records

## 出演

### テレビ
- 関内デビル（2019年6月27日[115]、TVK） - ゲスト出演
- 13分のステージ（2020年8月6日、8月13日[116]、テレビ神奈川|TVK） - 出演
- バズリズム02（2020年8月14日[117]、日本テレビ） - "あの人ランキング"内でレクイエムMV放送
- バズリズム02（2020年8月21日[118][119]、日本テレビ） - "ルーレッ撮るLIVE"出演

### インターネットテレビ
- 「IDOL♡アカデミー(K・U・T )ノ爆」 #80（2019年6月19日[120][121][122]、Kawaiian TV）
- 矢口真里の火曜The NIGHT（2020年9月9日[123]、ABEMA）

### ラジオ
- ラジオのアナ〜ラジアナ（2020年7月29日[124]、NACK5） - PARUゲスト出演
- rock field 897（2020年8月3日、8月10日[125]、InterFM897） - 週替りMC出演
- キラメキミュージックスター「キラスタ」（2020年8月10日[126][127]、NACK5） - PARU、BAYASHi、MUTSUMi、AiNA、MiSAKiコメント出演
- i-rock circuit（2020年8月18日、8月25日[128]、NACK5） - ゲスト出演
- MUSIC BREAK（2020年8月21日[129]、FM滋賀） - PARU、BAYASHi、MUTSUMi、AiNA、MiSAKiコメント出演

## 書籍

### フリーペーパー
- 2YOU MAGAZINE 第70号（2019年5月発行）[130]
- bounce 428号（2019年6月25日発行）[131]
- skream! 2020年8月号（2020年8月発行）[132]
- 2YOU MAGAZINE 第77号（2020年9月発行）[133]

## インターネット

### インタビュー記事
- セカンドイノベーション MELiSSA：【インタビュー】アイドルカレッジの新たなエッセンス、ガールズロックユニット「MELiSSA」。ここまでの活動を通して得られたもの、そして今後の展望『完成されてない物がこれからどう完成されていくか、ぜひ観てほしい』（2019年7月13日掲載）[134]
- OTOTOY MELiSSA、ファースト・アルバム『GATHERWAY』リリース──先輩メンバーが語るこれまでの軌跡（2020年8月1日掲載）[135]
- OTOTOY MELiSSA、新メンバーが想う理想のグループへの序章──ファースト・アルバム『GATHERWAY』（2020年8月17日掲載）[136]
- 音楽ナタリー MELiSSA「GATHERWAY」インタビュー（2020年8月18日掲載）[137]